# دهستان شیدا
دهستان شیدا، دهستانی به مرکزیت روستای حیدری واقع در بخش شیدا ، شهرستان بن از توابع استان چهارمحال و بختیاری است. دهستان شیدا در دی ماه سال ۱۳۹۱ با تصویب هیئت وزیران ایجاد گردید.

## روستاهای تابعه
چشمه • حیدری •  تمبک

## جمعیت
جمعیت این دهستان افزون بر ۳۰۰۰ نفر می باشد.